# Yehudit Ravitz
Yehudit Ravitz (en hebreo: יהודית רביץ‎); (Beersheba, Israel, 29 de diciembre de 1956) es una cantautora, compositora y productora musical israelí. Es uno de los músicos de rock israelíes más exitosos y famosos, con una carrera de más de cuarenta años.

## Carrera musical
Nacida en Beersheba, Ehud Manor la aceptó en la banda militar del Cuerpo de Ingeniería de Combate. Mientras servía en el ejército, se unió al grupo de rock israelí "Sheshet".
Interpretó la canción "Forgivenesses", una composición de la canción de la poeta israelí Leah Goldberg, en el Festival de la Canción de Israel de 1977. Ravitz terminó sexto en el festival, pero la canción se convirtió en "Canción del año". Como resultado de su éxito, dejó Sheshet y comenzó una carrera en solitario. Ese mismo año, participó en "Un hermoso país tropical", un concierto tributo a la música brasileña, producido por Matti Caspi. En 1978, se unió a Gidi Gov, Yoni Rechter y David Broza para grabar "The 16th Lamb" (escrito por Yehonatan Geffen). Este álbum de música infantil goza de gran popularidad en Israel desde entonces.
En 1987, Ravitz lanzó el exitoso álbum de rock "Coming from Love". Produjo el álbum "Antarctica" de Corinne Allal en 1989, que también disfrutó de un gran éxito en Israel. En 1992, coprodujo la exitosa canción del contratenor israelí David D'Or "Yad Anuga" ("Mano tierna"), que fue lanzada como sencillo de 12 pulgadas por Big Beat Records y alcanzó el n.º 3 en las listas de éxitos más reproducidas en Gran Bretaña.
En 1994, Ravitz participó en el concierto de jazz "Jazz Film and Videotape", con remakes de jazz de algunas de sus canciones. En 1995, colaboró con Esther Ofarim en una presentación en vivo, luego lanzada en DVD, que incluía un dueto de "Cinderella Rockafella". En 1997, lanzó el álbum "What Kind of Girl".
El 3 de julio de 2008, Ravitz realizó su primer espectáculo en el Anfiteatro de Cesarea en una década ante una multitud con entradas agotadas, después de participar como "músico modelo" en el programa de telerrealidad israelí "Kokhav Nolad" ("Ha nacido una estrella"). Debido a la gran demanda, se agregaron espectáculos adicionales y las entradas se agotaron en unos días. Su álbum más reciente, "Songs from Home", fue lanzado en 2010. El álbum es un tributo a las canciones clásicas israelíes.

## Vida personal
Ravitz es soltera y vive en Tel-Aviv con su hija adoptiva, Ella.